# Torsten Loibl
Torsten Loibl (* 1. Mai 1972 in Karl-Marx-Stadt) ist ein deutscher Basketballtrainer.

## Leben
Die sportliche Laufbahn von Torsten Loibl begann er 16-jährig als Jugendtrainer bei der BSG Lok Karl-Marx-Stadt. Bei diesem Verein (heute ESV Lok Chemnitz) ist er seit 2012 auch Ehrenmitglied. Im Jahr 2000 wechselte Lobil als Landestrainer der Präfektur Saitama nach Japan und blieb bis 2002. Den Zweitligisten BV Chemnitz 99, den er ab 2002 als Cheftrainer betreute, führte er in die Spitzengruppe der 2. Bundesliga und schloss mit der Mannschaft das Spieljahr 2005/06 auf dem dritten Tabellenplatz ab. Das war das bis dahin beste Ergebnis der Vereinsgeschichte. 2004 war Loibl des Weiteren Co-Trainer der deutschen U16-Nationalmannschaft, nahm als solcher am Albert-Schweitzer-Turnier teil.
Anschließend erhielt Loibl vom japanischen Erstligisten Toyota Alvark ein Angebot, das man eigener Angabe nach „nicht ablehnen kann“. Bis 2008 war er Cheftrainer von Toyota Alvark und im selben Land von 2011 bis 2012 als Cheftrainer von Levanga Hokkaido tätig. Im Spieljahr 2008/09 (bis Ende Dezember 2008) sowie im Spieljahr 2010/11 war er erneut Trainer des Chemnitzer Zweitligisten.
Loibl gründete die Euro Basketball Academy, mit der er Basketball-Jugendarbeit betreibt und Trainerfortbildungen durchführt. Als Mitglied des Vereins zur Integration durch Sport engagierte sich Loibl für Opfer der Tsunami-Katastrophe vom 11. März 2011. Unmittelbar nach der Naturkatastrophe bereiste er die Erdbebenregionen und organisierte Basketballcamps für betroffene Kinder und Jugendliche.
Loibl referierte mehrfach bei Trainerfortbildungen während großer Turniere, so bei der U19-Weltmeisterschaft in Prag 2013, bei der U17-Weltmeísterschaft in Dubai 2014, bei der Damen-Europameisterschaft in Prag 2017 und bei der U19-Weltmeisterschaft in Kairo 2017, wo er gleichzeitig als Cheftrainer der japanischen Nationalmannschaft fungierte.
Für den japanischen Basketballverband wurde er als Juniorennationaltrainer tätig und betreute unter anderem die Auswahl bei der U19-Weltmeisterschaft 2017, die U16 bei der Asienmeisterschaft 2018 sowie die U18-Mannschaft des Landes beim Albert-Schweitzer-Turnier 2018.
Von 2018 bis 2021 war Loibl beim japanischen Verband Cheftrainer für 3×3-Basketball. Am 6. Oktober 2019 wurde Loibls Mannschaft U23-Weltmeister im 3x3. Bei den 2021 ausgetragenen Olympischen Sommerspielen 2020 in Tokio betreute er die japanischen 3x3-Auswahlen (Herren und Damen). Beide erreichten unter Loibls Leitung das Viertelfinale, die Frauen belegten den fünften und die Herren den sechsten Platz. Im Oktober 2021 wurde Loibl für seine sportlichen Verdienste von der Stadt Chemnitz geehrt, er trug sich in das Goldene Buch der Stadt ein.
Im Mai 2022 wurde Loibl beim tschechischen Basketballverband für die Altersbereiche U16, U18 und U20 verantwortlich, als Cheftrainer übernahm er die Leitung der männlichen U18-Nationalmannschaft. Ihm wurde ebenfalls das Amt des Leistungssportdirektors mit Aufgabenbereich Spielerentwicklung sowie struktureller Verbandsarbeit übertragen.
Der Weltverband FIBA berief den Chemnitzer im August 2023 für den Zeitraum 2023 bis 2027 in das Exekutivkomitee der Weltvereinigung der Basketballtrainer (WABC).

## Stationen als Trainer
- 1988–1999: Jugendtrainer bei BSG Lok Karl-Marx-Stadt (später ESV Lok Chemnitz)
- 1995–2000: Landestrainer Sachsen
- 2000–2002: Landestrainer der Präfektur Saitama/Japan
- 2002–2006: Cheftrainer der Chemnitz 99ers (2. Bundesliga)
- 2006–2008: Cheftrainer bei Toyota Alvark (Japan Basketball League)
- 2008, 2010/11: Cheftrainer der Chemnitz 99ers (ProA)
- 2011/12: Cheftrainer bei Levanga Hokkaido (Japan Basketball League)
- 2012–2015: Sportdirektor des japanischen Basketballverbands
- 2015–2021: Cheftrainer Jugend beim japanischen Basketballverband
- 2018–2021: Cheftrainer 3x3-Männer und -Frauen beim japanischen Basketballverband
- seit 2022: Jugendnationaltrainer beim tschechischen Basketballverband

## Erfolge als Trainer
- Pokalsieg in Japan 2007 mit Toyota Alvark
- Meister der JBL, Saison 2006/07 mit Toyota Alvark
- JBL-Trainer des Jahres 2007 (Japan)
- ProA-Trainer des Jahres 2011 (Deutschland)
- Silber bei der U18-Asienmeisterschaft 2016
- 10. Platz bei der U19-Weltmeisterschaft in Kairo
- 3. Platz bei der Asienmeisterschaft (3x3) 2018
- U23-Weltmeister (3x3) 2019 in Lanzhou
- 5. Platz bei den Olympischen Sommerspielen 2020 (3x3-Frauen, Japan)
- 6. Platz bei den Olympischen Sommerspielen 2020 (3x3-Herren, Japan)

## Veröffentlichungen
- mit John Patrick: Skill and Drill Book, Grundlagentraining im modernen Basketball. City-Verlag, Chemnitz, 2002, ISBN 3-936051-09-7
- Euro Basket 1, Modern Techniques. Ski-Journal Japan, 2008 (japanisch)
- Euro Basket 2, Skill and Ability Development. Ski-Journal Japan, 2010 (japanisch)
- „Coordination Training“, Japan Basketball Association, 2013 (japanisch)
- „Learning Ages - Skill Development Program for Offense and Defense“, Japan Basketball Association 2014 (japanisch)